# Ostra Góra (Beskid Niski)
Ostra Góra (759 m n.p.m.) – góra w północnej części Beskidu Niskiego.
Leży w centralnej części Pasma Magurskiego, w bocznym ramieniu, odgałęziającym się ku północy od masywu Dziamery, oddzielony od północnego (niższego, 747 m n.p.m.) wierzchołka tej ostatniej bezimienną przełączką (ok. 705 m n.p.m.). Po stronie północno-wschodniej stoki opadają do doliny Bartnianki (źródłowy tok Sękówki), po stronie zachodniej – ku dolinie Wołośca.
Nazwa zapewne nawiązuje do ukształtowania szczytowych partii góry. Wydłużony w kierunku północno-zachodnim wierzchołek, o dość stromych i słabo rozczłonkowanych zboczach, oglądany z Bodaków lub Dragaszowa sprawia wrażenie „ostrego”.
Cały masyw Ostrej Góry jest obecnie zalesiony. Poza biegnącą jego zachodnimi zboczami leśną drogą z Dragaszowa na wspomnianą przełączkę (ok. 705 m n.p.m.) pozbawiony jest innych dróg i ścieżek. Nie biegnie przezeń żaden szlak turystyczny, jest więc bardzo rzadko odwiedzany przez turystów.